# Vagnholmsgölen
Vagnholmsgölen är en våtmark, tidigare sjö i Västerviks kommun i Småland och ingår i Vindån-Storåns huvudavrinningsområde.